# Невероятното приключение с панда
„Невероятното приключение с панда“ (на английски: The Amazing Panda Adventure) е американски приключенски филм от 1995 г. на режисьора Кристофър Кейн, и участват Стивън Ланг, Йи Дин и Райън Слейтър. Във филма се разказва историята на 10-годишното американско момче, който пътува до Китай и трябва да заведе малката панда в резервата, за да може да се събере отново с майка си. Филмът е продуциран и разпространен от „Уорнър Брос“ на 25 август 1995 г., и е предшестван от краткият филм на „Шантави рисунки“ – „Морковбланка“ в кината.

## Актьорски състав
| Актьор         | Роля              |
| -------------- | ----------------- |
| Стивън Ланг    | д-р Майкъл Тайлър |
| Райън Слейтър  | Райън Тейлър      |
| Йи Динг        | Линг              |
| Уанг Фей       | Дядо Чу           |
| Жу Джиан Жонг  | По                |
| Йао Ер Га      | Шонг              |
| Изабела Хофман | Бет Тайлър        |
| Браян Уогнър   | Джони             |

## В България
В България филмът е излъчен по Нова телевизия на 1 март 2009 г. в неделя от 12:30 ч. Дублажът е на Арс Диджитал Студио. Екипът се състои от:
| Преводач            | Боби Стефанов                                                          |
| Тонрежисьор         | Борис Драганов                                                         |
| Режисьор на дублажа | Ралица Ботева                                                          |
| Озвучаващи артисти  | Силвия Русинова Анна Петрова Васил Бинев Светозар Кокаланов Иван Танев |